# Саллетт, Селин
Селин Саллетт (фр. Céline Sallette; род. 25 апреля 1980, Бордо, Франция) — французская актриса театра и кино. Окончила Высшую национальную консерваторию драматического искусства.
В 2012 году была номинирована на премию «Сезар» как самая многообещающая актриса за свою роль в фильме «Дом терпимости». В 2016 году она была членом жюри секции «Un Certain Regard» Каннского кинофестиваля 2016 года. В 2017 году она получила критический успех благодаря своей интерпретации роли «Маши» в «Les Trois Soeurs» Саймона Стоуна в Odéon-Théâtre de l’Europe.

## Фильмография
| Год       | Название                        | Оригинальное название                       | Роль              |
| --------- | ------------------------------- | ------------------------------------------- | ----------------- |
| 2006      | Мария-Антуанетта                | Marie Antoinette                            | леди в ожидании   |
| 2007      | Комната смерти                  | La chambre des morts                        | Аннабель          |
| 2010      | Потустороннее                   | Hereafter                                   | секретарь         |
| 2011      | Дом терпимости                  | L'Apollonide (Souvenirs de la maison close) | Клотильда         |
| 2012      | Ржавчина и кость                | De rouille et d'os                          | Луиз              |
| 2012      | Капитал                         | Le capital                                  | Мод Барон         |
| 2012–2015 | На зов скорби                   | Les Revenants                               | Жюли Мейе         |
| 2014      | Французский транзит             | La French                                   | жена Пьера Мишеля |
| 2016      | Сент-Амур: Удовольствия любви   | Saint-Amour                                 | Венус             |
| 2017      | Мозг Гиммлера зовётся Гейдрихом | The Man with the Iron Heart                 | Мари Моравец      |
| 2017      | Наши сумасшедшие годы           | Nos années folles                           | Луиза             |
| 2018      | Один король — одна Франция      | Un peuple et son roi                        | Рейне Ауду        |